# One Clear Call

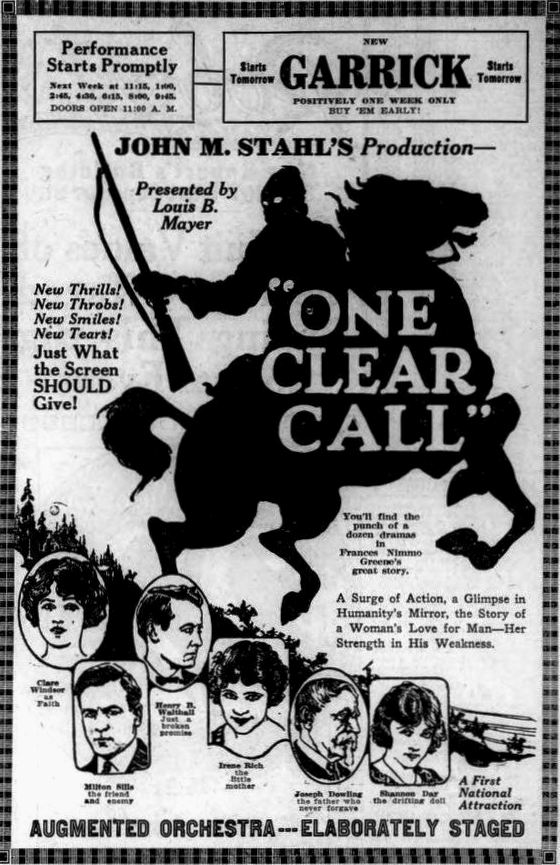
Annonce pour le film dans le Duluth Herald.

One Clear Call est un film muet américain réalisé par John M. Stahl et sorti en 1922.

## Fiche technique
- Réalisation : John M. Stahl

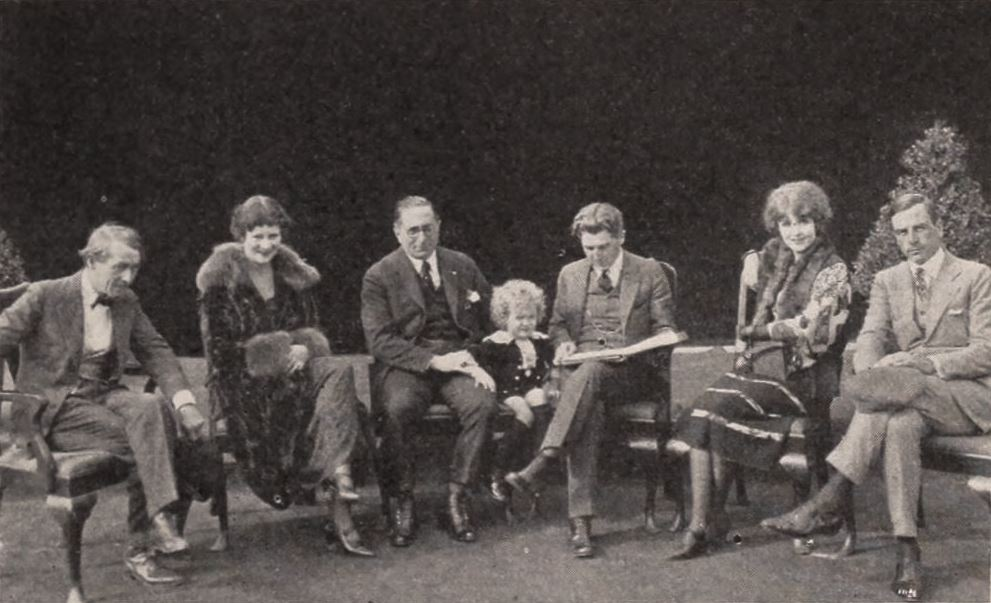
L'équipe du film, avec le producteur Louis B. Mayer et le réalisateur John M. Stahl au centre.

- Scénario : Bess Meredyth, d'après One Clear Call de Frances Nimmo Greene[1]
- Producteur : Louis B. Mayer
- Photographie : Ernest Palmer
- Montage : Madge Tyrone
- Production : Louis B. Mayer Productions
- Distributeur : First National Pictures
- Durée : 80 minutes (8 bobines)[2]
- Date de sortie : 20 mai 1922

## Distribution
- Milton Sills : Dr. Alan Hamilton
- Claire Windsor : Faith
- Henry B. Walthall : Henry Garnett
- Irene Rich : Maggie Thornton
- Stanley Goethals : Sonny Thornton
- William Marion : Tom Thornton
- Joseph J. Dowling : Colonel Garnett
- Edith Yorke : Mère Garnett
- Doris Pawn : Phyllis Howard
- Donald MacDonald : Dr. Bailey
- Shannon Day : Helen, la fille de Jim Ware
- Annette DeFoe : Yetta
- Fred Kelsey : Starnes
- Albert MacQuarrie : Jim Holbrook
- Nick Cogley : Toby

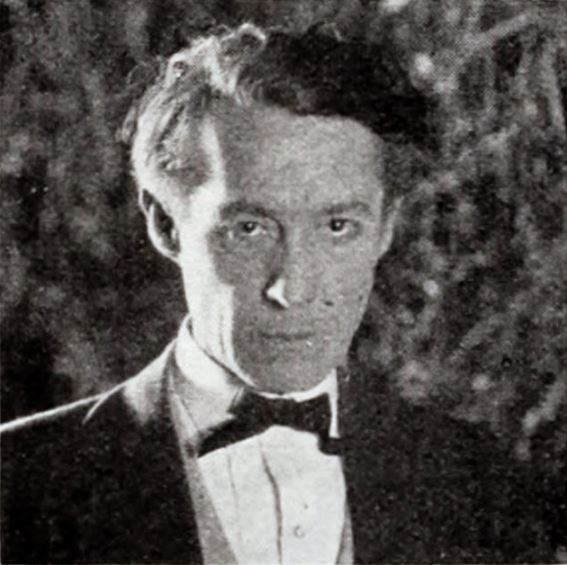
Henry B. Walthall
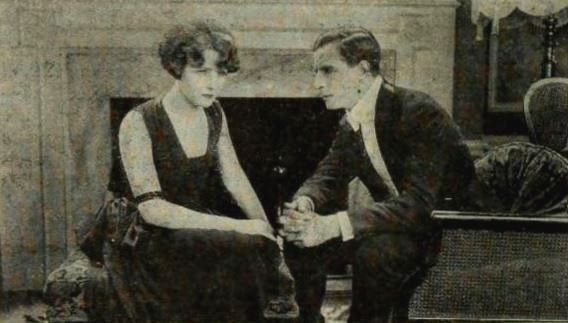
Claire Windsor et Milton Sills
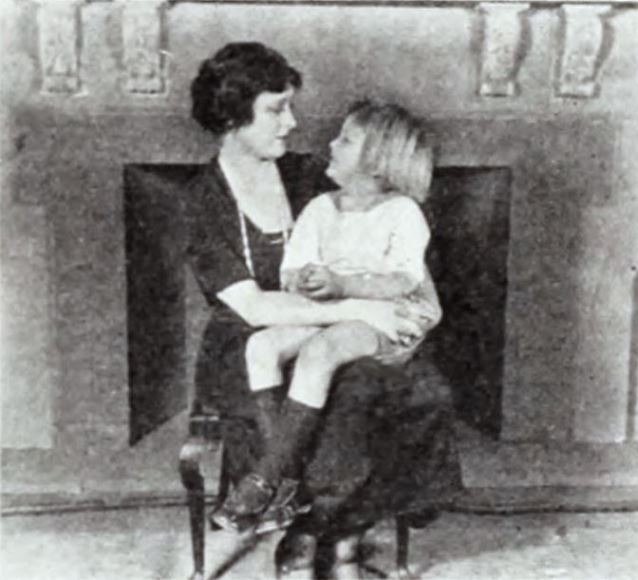
Une scène du film
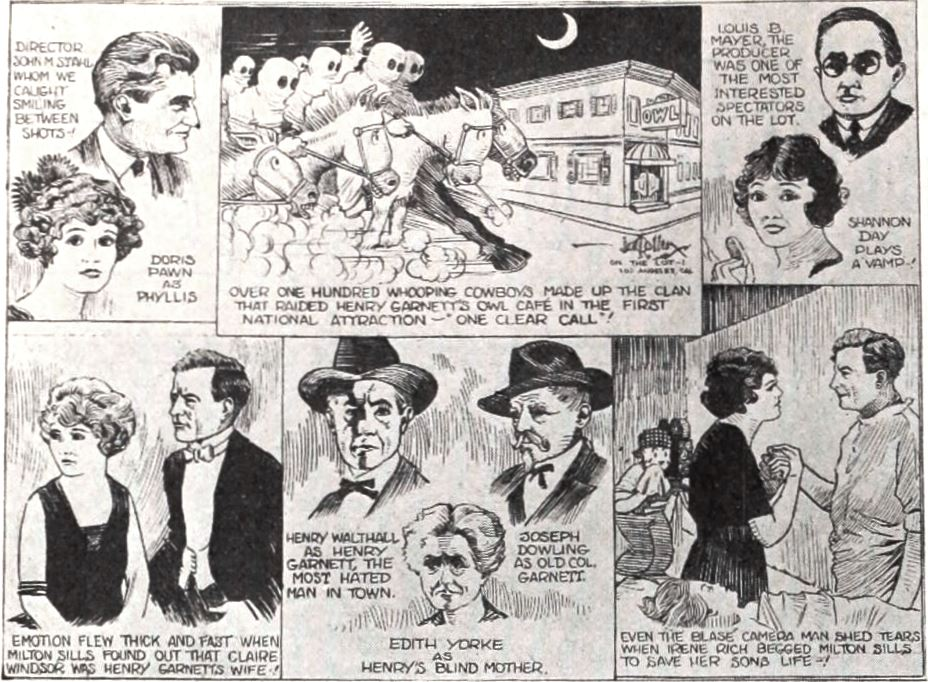
Impressions sur le film dans le magazine Exhibitor Herald en 1922